# 종학
종학(宗學)은 조선 시대 왕족 자제들의 교육을 위하여 세운 특수 교육 기관이다.
"세종(世宗) 11년에 비로소 처음으로 종학을 세우고 문행(文行)과 학덕(學德)이 높은 사람을 가려 박사(博士)를 삼고 종친들을 가르치니, 이로부터 예도(禮度)가 서고 질서가 바로 잡혔다"는 기사(記事)가 보인다. 교육 내용은 당시의 문교 정책으로 보아 성균관의 교육 방침과 별로 차이가 없었을 것이다.